# Gustav von Alvensleben

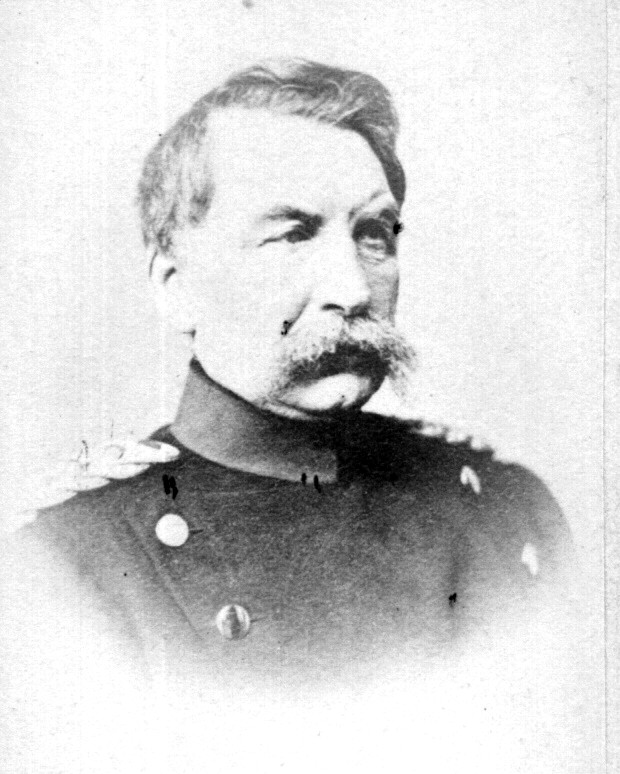
Foto des Gustav von Alvensleben

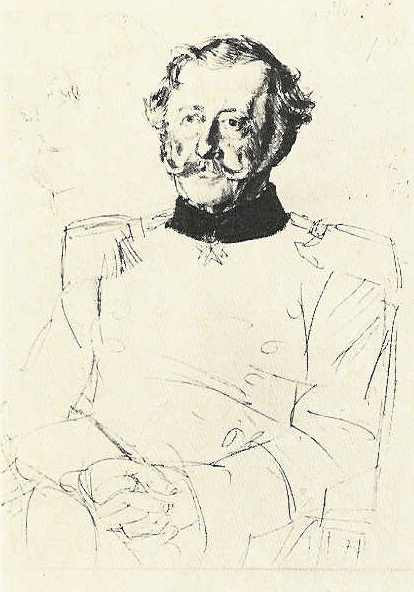
Gustav von Alvensleben – Skizze von Adolph Menzel zum Krönungsbild 1861 in Königsberg: Berlin, Nationalgalerie

Gustav von Alvensleben (* 30. September 1803 in Eichenbarleben; † 30. Juni 1881 in Gernrode) war ein preußischer General der Infanterie.

## Leben

### Herkunft
Gustav entstammte der niederdeutschen Adelsfamilie von Alvensleben. Seine Eltern waren der preußische Oberstleutnant Gebhard Johann von Alvensleben (1773–1856) und dessen Ehefrau Caroline Friederike Eleonore, geborene von Alvensleben (1773–1826). Er hatte vier Brüder davon wurden Werner und Constantin ebenfalls Generäle.

### Militärkarriere
Er wurde wie seine Brüder im Kadettenkorps erzogen und trat 1821 als Sekondeleutnant in das Kaiser Alexander Grenadier-Regiment der Preußischen Armee ein. 1841 beförderte man ihn zum Hauptmann und sechs Jahre später zum Major, wobei er zum Großen Generalstab versetzt wurde. 1849 wurde Alvensleben Chef des Stabes beim Kommando des mobilen Armeekorps in Baden während des pfälzisch-badischen Feldzugs. Seit dem Jahr 1850 war Alvensleben Chef des Generalstabs des VIII. Armee-Korps und vier Jahre darauf wurde er beim Militärgouvernement der Rheinprovinz und Westfalen eingesetzt. 1855 wurde er zum Oberst befördert, 1858 zum Generalmajor und diente drei Jahre später beim Prinzen von Preußen. 1861 kam er zum König von Preußen als Generaladjutant. Am 29. Januar 1863 wurde er Generalleutnant. Am 8. Februar 1863 als Generaladjutant des Königs schloss er die nach ihm benannte Alvenslebensche Konvention mit Russland. 
Im Preußisch-Österreichischen Krieg 1866 diente er im Hauptquartier des Königs und übernahm am 30. Oktober das Kommando über das IV. Armee-Korps. 1868 wurde Alvensleben General der Infanterie. 
Im Deutsch-Französischen Krieg 1870/71 übernahm er das IV. Armee-Korps und führte es in den Schlachten von Beaumont und Sedan. 
Das Korps und er rückten auch gegen Paris vor. 
Für seine Verdienste in diesem Krieg erhielt er eine Dotation in Höhe von 100.000 Talern.
Am 10. Oktober 1872 nahm er seinen Abschied.
Gustav von Alvensleben war unverheiratet. Er starb am 30. Juni 1881 in Gernrode und wurde in Ballenstedt beigesetzt.